# Председатель Правительства Приднестровской Молдавской Республики
Председа́тель Прави́тельства Приднестро́вской Молда́вской Респу́блики — руководитель высшего исполнительного и распорядительного органа государственной власти — Правительства непризнанной Приднестровской Молдавской Республики, второе лицо в приднестровском государстве.
В соответствии с Конституцией ПМР во всех случаях, когда Президент ПМР не может исполнять свои обязанности, исполняет обязанности Президента ПМР.

## История
Согласно законодательству Приднестровской Молдавской Республики (ПМР) президент имеет право председательствовать на заседаниях правительства и на заседаниях президиума правительства.
С 3 сентября по 29 ноября 1990 существовала отдельная должность Председателя Правительства (Совета Министров), исполняющим обязанности был Станислав Мороз.
До 2012 главой исполнительной власти (т. е. главой Правительства) являлся Президент ПМР.
Институт правительства и должность премьер-министра Приднестровья были введены с 1 января 2012, в соответствии с поправками, внесёнными в июне 2011 в Конституцию Приднестровья.
С 18 января 2012 руководителем правительства был Пётр Степанов, который ушёл в отставку 10 июля 2013.
С 10 июля 2013 по 2 декабря 2015 должность занимала Татьяна Туранская. С 2 по 25 декабря 2015 исполнение обязанностей осуществляла Майя Парнас.
С 23 декабря 2015 по 16 декабря 2016 должность  занимал  Павел Прокудин.
C 16 декабря 2016 по 27 мая 2022 должность занимал  Александр Мартынов.

## Полномочия
В соответствии с конституционным законом «О Правительстве Приднестровской Молдавской Республики» Председатель Правительства выполняет следующие функции:
- представляет правительство внутри государства и за его пределами;
- организует работу правительства и ведёт его заседания, обладая правом решающего голоса;
- подписывает нормативные акты правительства (постановления и распоряжения);
- представляет Президенту Приднестровья предложения по структуре органов исполнительной власти, о назначении на должность и об освобождении от должности заместителей Председателя Правительства, министров и глав государственных администраций городов (районов), о наложении на них дисциплинарных взысканий и об их поощрении;
- распределяет обязанности между членами правительства;
- систематически информирует Президента Приднестровской Молдавской Республики о работе правительства.

## Порядок назначения и увольнения
Председатель правительства назначается Президентом Приднестровской Молдавской Республики с согласия Верховного совета ПМР.
Кандидатом на должность председателя правительства может быть гражданин Приднестровской Молдавской Республики. 
Освобождение от должности Председателя Правительства Приднестровской Молдавской Республики одновременно влечёт за собой отставку Правительства Приднестровской Молдавской Республики.
Председатель Правительства освобождается от должности президентом ПМР (статья 7-я Закона), что одновременно влечёт отставку всего Правительства:
- по собственному заявлению об отставке;
- в случае принятия президентом решения об отставке председателя правительства.

Также, согласно статье 35-й закона, президент вправе принять решение об отставке правительства в случае выражения Верховным советом недоверия правительству.

## Председатели Правительства ПМР
| №     | Премьер-министр                 | Фотография   | Срок председательства | Срок председательства |
| ----- | ------------------------------- | ------------ | --------------------- | --------------------- |
| 1     | Пётр Петрович Степанов          |              | 18 января 2012        | 20 июня 2013          |
| и. о. | Татьяна Михайловна Туранская    |              | 20 июня 2013          | 10 июля 2013          |
| 2     | Татьяна Михайловна Туранская    | 10 июля 2013 | 2 декабря 2015        |                       |
| и. о. | Майя Ивановна Парнас            |              | 2 декабря 2015        | 23 декабря 2015       |
| 3     | Павел Николаевич Прокудин       |              | 23 декабря 2015       | 17 декабря 2016       |
| 4     | Александр Владимирович Мартынов |              | 17 декабря 2016       | 26 мая 2022           |
| и. о. | Станислав Михайлович Касап      |              | 26 мая 2022           | 29 мая 2022           |
| 5     | Александр Николаевич Розенберг  |              | 30 мая 2022           | в должности           |